# Komisariat Straży Granicznej „Cisna”
Komisariat Straży Granicznej „Cisna” – jednostka organizacyjna Straży Granicznej pełniąca służbę ochronną na granicy państwowej w roku 1939.

## Formowanie i zmiany organizacyjne
Rozkazem nr 2 z 16 stycznia 1939 roku w sprawie przejęcia odcinka granicy polsko-niemieckiej od Korpusu Ochrony Pogranicza na terenie Mazowieckiego Okręgu Straży Granicznej oraz przekazania Korpusowi Ochrony Pogranicza odcinka granicy na terenie Wschodniomałopolskiego Okręgu Straży Granicznej, komendant Straży Granicznej płk Jan Jur-Gorzechowski utworzył na terenie Obwód SG „Sanok” komisariat Straży Granicznej „Cisna”. Etat komendy:2 oficerów, 3 szeregowych,1 bryczka, 2 konie,  3 kbk z bagnetem, 3 pistolety.
Tym samym rozkazem utworzył placówkę I linii „Liszna”, wydzielił placówkę I linii „Balnica” z komisariatu Straży Granicznej „Komańcza” i przydzielił do komisariatu Straży Granicznej „Cisna”, wydzielił placówkę I linii „Przysłup” z komisariatu Straży Granicznej „Dwernik” i przydzielił do komisariatu Straży Granicznej „Cisna”, przemianował posterunek SG „Solinka” na placówkę I linii „Solinka”, przemianował placówkę I linii „Cisna” na placówkę II linii „Cisna” i zarządził likwidację komisariatu Straży Granicznej „Sianki”. Nakazał, by z dniem 1 lutego 1939 komisariat „Sianki” wraz z placówkami II linii utworzył komisariat SG „Cisna”.

## Funkcjonariusze komisariatu
| Kierownicy/komendanci komisariatu | Kierownicy/komendanci komisariatu | Kierownicy/komendanci komisariatu | Kierownicy/komendanci komisariatu |
| stopień                           | imię i nazwisko                   | okres pełnienia służby            | kolejne stanowisko                |
| --------------------------------- | --------------------------------- | --------------------------------- | --------------------------------- |
| aspirant                          | Henryk Juchniewicz                | 1 II 1939 -                       |                                   |
| aspirant                          | Alfons Kijowski                   | 12 VII 1939 -                     |                                   |
| Zastępcy komendanta komisariatu   |                                   |                                   |                                   |
| przodownik                        | Alfons Kijowski                   | 1 V 1939 – 12 VII 1939            | komendant komisariatu             |
| tyt. starszy przodownik           | Mieczysław Karczewski             | 12 VII 1939 -                     |                                   |

## Struktura organizacyjna
Organizacja komisariatu w styczniu 1939:
- komenda − Cisna
- placówka Straży Granicznej I linii „Balnica” (włączona z komisariatu SG „Komańcza”),
- placówka Straży Granicznej I linii „Solinka” (utworzona z posterunku SG „Solinka”)
- placówka Straży Granicznej I linii „Liszna” (nowo utworzona)
- placówka Straży Granicznej I linii „Przysłup” (wyłączona z komisariatu SG „Dwernik”)
- placówka Straży Granicznej II linii „Cisna” (utworzona z placówki I linii „Cisna”)